# Orconte

Orconte este o comună în departamentul Marne, Franța. În 2009 avea o populație de 416 de locuitori.